# Gomphus lucasii
Gomphus lucasii é uma espécie de libelinha da família Gomphidae.
Pode ser encontrada nos seguintes países: Argélia e Tunísia.
Os seus habitats naturais são: rios.
Está ameaçada por perda de habitat.